# ARCO
ARCO és una fira internacional d'art contemporani de Madrid organitzada per l'IFEMA que se celebra anualment al mes de febrer.

## Història
ARCO va néixer com una fira de galeries amb el propòsit de reunir un oferta artística que comprengués des de les avantguardes històriques fins a l'art emergent, passant per l'art modern i l'art contemporani. La primera edició es va celebrar el 1982 i va ser organitzada per la galerista Juana de Aizpuru en el marc de l'efervescent movida madrileña. Un total de 264 artistes de 14 països es van reunir a Madrid sota la coordinació de d'Aizpuru, que va dirigir el certamen durant les primeres quatre edicions.
El març de 2021 es va donar a conèixer ARCO E-xhibitions, un nou espai digital perquè col·leccionistes, professionals i aficionats a l'art contemporani descobreixin les exposicions en 3D creades per galeries participants a ARCOmadrid i ARCOlisboa.